# Forum Voconii
Forum Voconii est le nom latin d'une agglomération d'époque gallo-romaine située dans la commune française du  Cannet-des-Maures (département du Var).
Son nom figure sur l'itinéraire d'Antonin et la table de Peutinger, Forum Voconii se trouvant le long de l'importante voie romaine reliant l'Italie à la Gaule narbonnaise par Vintimille.

## Situation
Forum Voconii se trouvait dans une dépression du massif des Maures, entre les actuels hameaux de Clue (Le Cannet) et des Blais (Vidauban), le long de la via Julia Augusta (Gênes-Arles), prolongation de la via Aurelia (Rome-Gênes).

## Archéologie
Les fouilles ont montré que le site a été occupé du milieu du Ier siècle av. J.-C. au début du IIIe siècle et que l'agglomération devait s'étendre sur une quinzaine d'hectares. Quatre nécropoles situées le long des voies de communication témoignent d'une occupation humaine dense.
Des vestiges d'habitat et d'activités commerciales ont été mis au jour :
- un pressoir (à huile ?),
- des plaques de plomb et de pierre avec inscriptions témoignages d'activité commerciale,
- une lancette de médecin,
- un trésor monétaire composé de 220 pièces, etc.